# محمد بن المتوكل
محمد بن المتوكل اللؤلؤي البصري. كنيته أبو عبد الله. ولقبه رويس. توفي بالبصرة سنة ثمان وثلاثين ومائتين .أخذ القراءة عن يعقوب الحضرمي، وهو من أحدق أصحابه .قال الزهري" سألت أبا حاتم عن رويس، هل قرأ على يعقوب؟ قال: نعم، قرأ معنا وختم عليه ختمتين، وهو مقرئ حاذق، وإمام في القراءة ماهر ، ومشهور بالضبط والإتقان. روى عنه القراءة أُناس كثيرون، منهم: محمد بن هارون التمار ، وأبو عبد الله بن الزبير وكثير".